# Křížený kabel

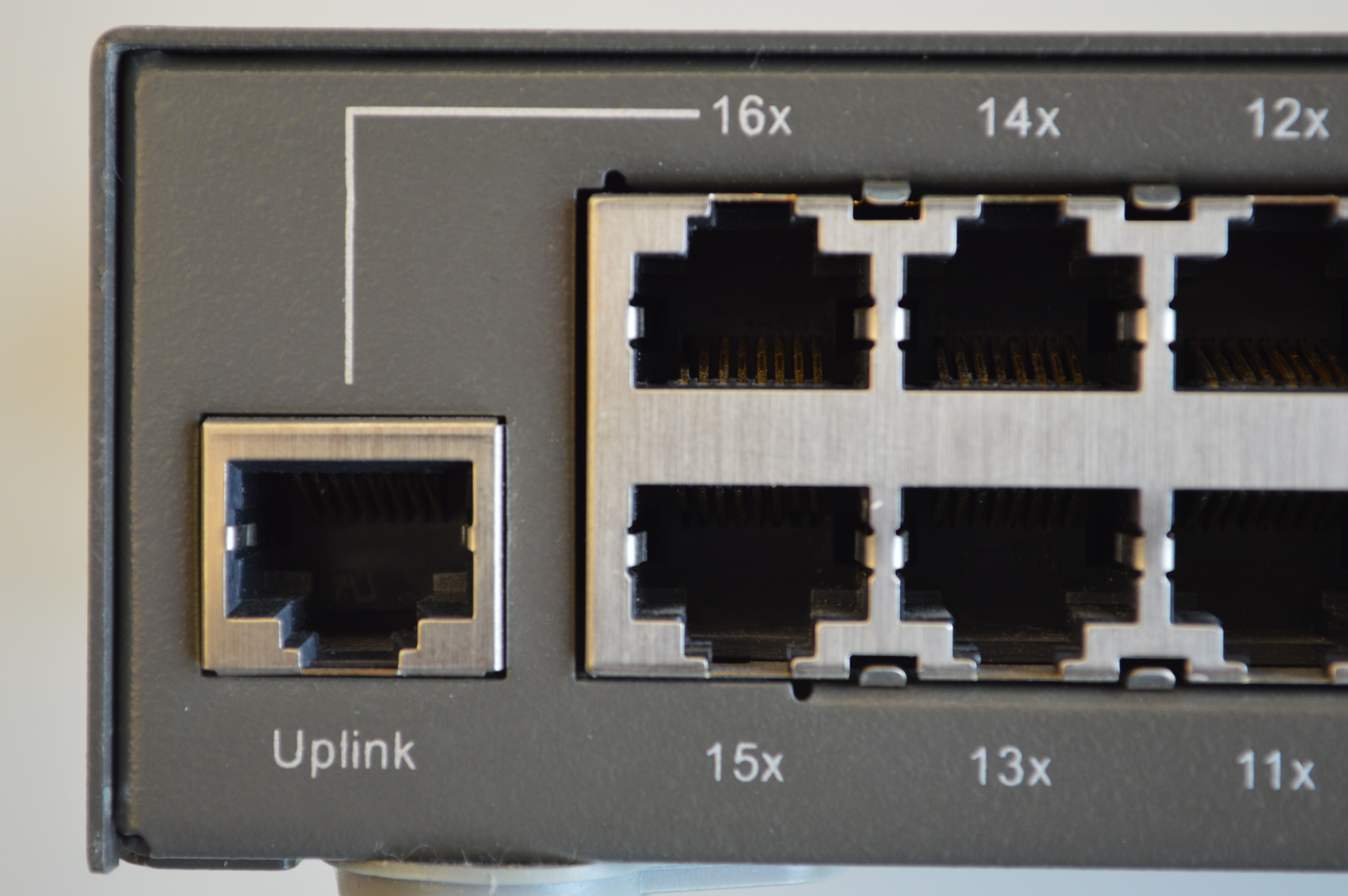
DES-1016D Rychlý Ethernetový switch zobrazující 16x port v zapojení MDI-X i MDI "Uplink".

Křížený kabel (crossover) byl v počítačové síti ethernetový UTP kabel (kroucená dvojlinka), který má v koncových konektorech (RJ-45) prohozené dva páry vodičů (vysílání a příjem) a sloužil pro vzájemné propojení dvou zařízení stejného typu (například dva počítače, dva síťové přepínače, dva ethernetové huby). U zařízení stejného typu jsou konektory stejně zapojeny, prohozené páry vodičů tak propojují kontakty vysílající signál na jednom konci s kontakty pro příjem signálů na druhém konci. Z uvedeného je zřejmé, že taková zařízení využívala v UTP kabelu pro komunikaci pouze dva páry vodičů (jeden pro vysílání a druhý pro příjem dat).
Přímý kabel je používán pro zařízení různých typů, protože ty mají prohození párů pro vysílání a příjem provedeno přímo v konektoru.
Od uvedení Gigabitového Ethernetu v roce 1999, který pro komunikaci využívá v UTP kabelu všechny čtyři páry vodičů, je v ethernetových sítích používán pouze přímý kabel, který má všechny páry vodičů na obou koncích zapojené stejně, protože síťová zařízení mají síťové rozhraní podporující povinně funkci auto MDI-X (neboli „auto crossover“). MDI-X zajistí vzájemné vyjednání správného propojení (elektronickou rekonfiguraci), která správně vzájemně propojí páry vodičů (bez ohledu na typ použitého kabelu) tak, aby bylo zajištěno funkční spojení.